# Виденсал
Виденсал (њем. Wiedensahl) општина је у њемачкој савезној држави Доња Саксонија. Једно је од 38 општинских средишта округа Шаумбург. Према процјени из 2010. у општини је живјело 1.067 становника. Посједује регионалну шифру (AGS) 3257037.

## Географски и демографски подаци
Виденсал се налази у савезној држави Доња Саксонија у округу Шаумбург. Општина се налази на надморској висини од 62 метра. Површина општине износи 11,7 km². У самом мјесту је, према процјени из 2010. године, живјело 1.067 становника. Просјечна густина становништва износи 91 становника/km².